# Xanthostemon gugerlii
Xanthostemon gugerlii är en myrtenväxtart som beskrevs av Elmer Drew Merrill. Xanthostemon gugerlii ingår i släktet Xanthostemon och familjen myrtenväxter. Inga underarter finns listade i Catalogue of Life.